# Solln

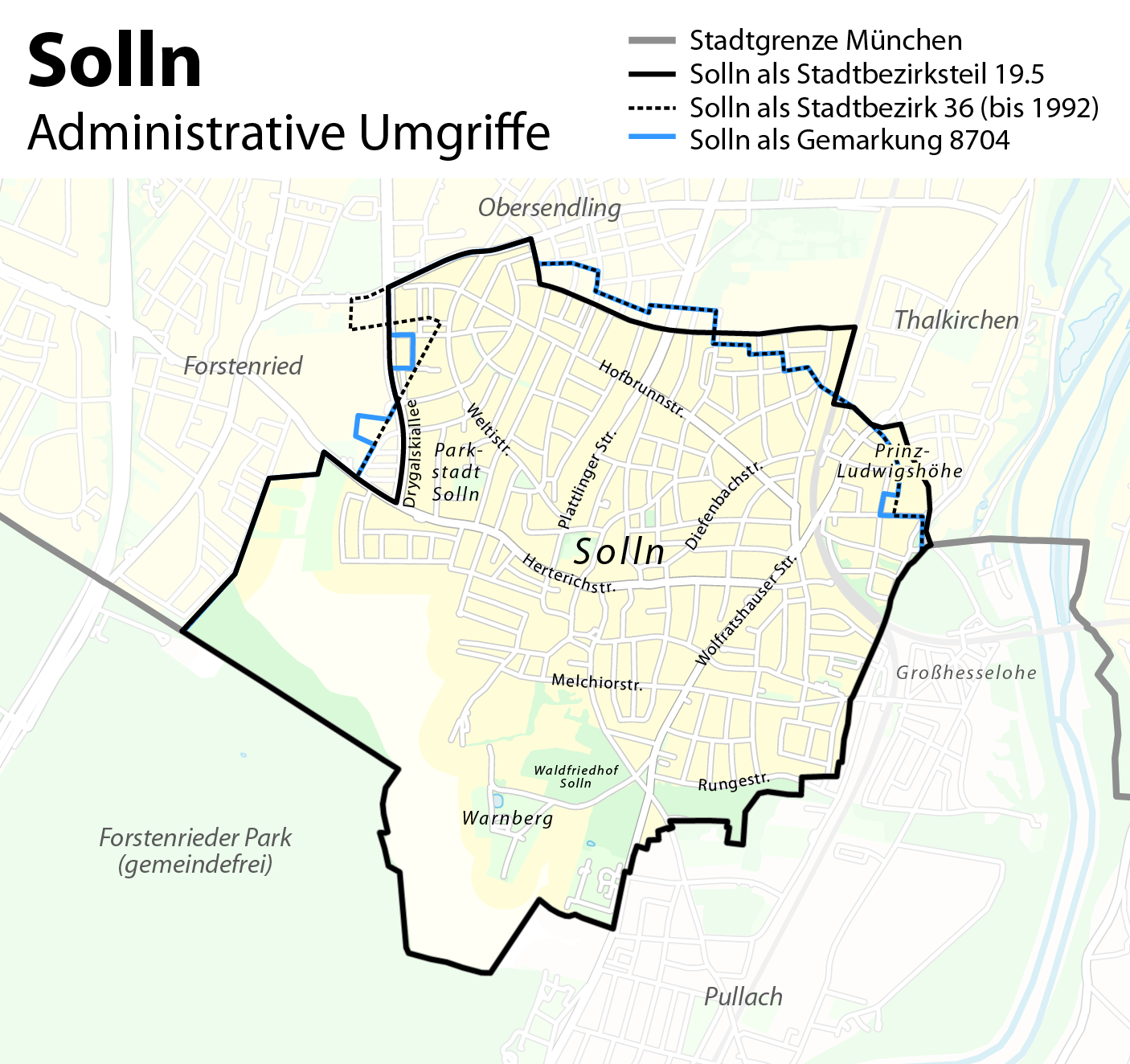
Solln mit seinen Grenzen als Gemarkung (in etwa die alte Gemeindegrenze), Stadtbezirk (bis 1992) und Bezirksteil (ab 1992)

Solln ist der südlichste Stadtteil von München. Die bis 1938 eigenständige Gemeinde ist heute ein Bezirksteil im Stadtbezirk 19 Thalkirchen-Obersendling-Forstenried-Fürstenried-Solln. Das Ortsbild ist geprägt von einem historischen Dorfkern, zwei ursprünglich abgesetzten Villenkolonien, der teilweise in Solln liegenden Prinz-Ludwigs-Höhe von der Wende zum 20. Jahrhundert und der Villenkolonie Solln aus dem frühen 20. Jahrhundert, sowie der Parkstadt Solln, einer Großwohnsiedlung aus den 1960/70er Jahren.
Wegen der hohen Grundstückspreise im Stadtteil verliert Solln zunehmend seinen Villencharakter. Im Zuge der Nachverdichtung entstehen vermehrt an Stelle der alten Herrschaftshäuser dicht bebaute Eigentumswohnanlagen im oberen Preissegment. In Solln wohnt vor allem „die gehobene Mittelschicht mit einem überdurchschnittlich hohen Akademikeranteil.“

## Geographie

### Geographische Lage
Solln liegt in der Münchner Schotterebene am südlichen Stadtrand von München, etwa zwei bis drei Kilometer westlich des Isartals. Es hat eine Ausdehnung von circa 550 Hektar. Im Südwesten grenzt Solln an die Waldfläche des Forstenrieder Parks. Die Landschaft ist zum Süden hin leicht hügelig. Dort befindet sich mit dem Warnberg der höchste Punkt Münchens (580,5 m ü. NHN).

### Stadtteilgliederung
Der ehemalige Dorfkern von Solln liegt um eine Nord-Süd-Linie, die durch die alte Sollner Kirche und den Wilhelm-Leibl-Platz gebildet wird. Südlich davon liegt der Ortsteil Warnberg mit dem Waldfriedhof Solln und einem ehemaligen Schlossgut. Im Nordosten des Dorfkerns liegt die Villenkolonie Solln. Zwischen Dorfkern und Villenkolonie befindet sich im Bereich zwischen der Schule an der Herterichstraße und der katholischen Pfarrkirche ein Subzentrum.
Nach Westen und Nordwesten hin erfolgt ein Übergang zur Parkstadt Solln, die ein Subzentrum an der Drygalski-Allee zwischen der Gulbranssonstraße und der Stockmannstraße gegenüber dem DEBA-Hochhaus besitzt. Im Osten liegt ein Teil der Villenkolonie Prinz-Ludwigs-Höhe auf Sollner Gebiet.

### Benachbarte Stadtteile und Gemeinden
An der Münchner Stadtgrenze grenzt Solln im Südosten an den Ortsteil Großhesselohe der Gemeinde Pullach, im Süden an den Kern von Pullach und im Südwesten an das gemeindefreie Gebiet des Forstenrieder Parks. Innerhalb der Stadt grenzt Solln an die Stadtteile Forstenried im Westen, Obersendling im Norden und Thalkirchen im Osten.
Die Grenze des heutigen Bezirksteils Solln zu Forstenried verläuft über die Drygalski-Allee, die Herterichstraße nach Westen, nördlich der Bezirkssportanlage zur Waterloostraße an deren Ostseite entlang zur Stadtgrenze. Die Grenze zu Obersendling bildet der Straßenzug Stäblistraße, Lochhamer Straße, Hauschildstraße, Wilbrechtstraße, Becker-Gundahl-Straße, und die zu Thalkirchen zunächst die Bahnstrecke München–Lenggries und dann der Straßenzug Ascholdinger Straße, Josephinenstraße, Großhesseloher Straße, Heilmannstraße. Die Grenze zum Forstenrieder Park und zu Pullach entspricht der Stadtgrenze Münchens und verläuft etwa am Waldrand entlang, trifft südlich des Klosters St. Gabriel auf die Wolfratshauser Straße, weiter quer durch das Wäldchen, westlich der Pullacher Wetterstein- und Rosenstraße unter der Bahnabzweigung durch und östlich der Knotestraße.
Das entspricht jedoch nur ungefähr den ursprünglichen Gemeindegrenzen und wurde durch Arrondierung geglättet. Die alten Gemeindegrenzen entsprechen eher denjenigen der Gemarkung Solln oder des ehemaligen Stadtbezirks Solln. Danach gehörte zum Beispiel die Bebauung westlich des südlichen Abschnitts der Drygalski-Allee (z. B. das DEBA-Hochhaus) ebenfalls noch zu Solln.

## Geschichte

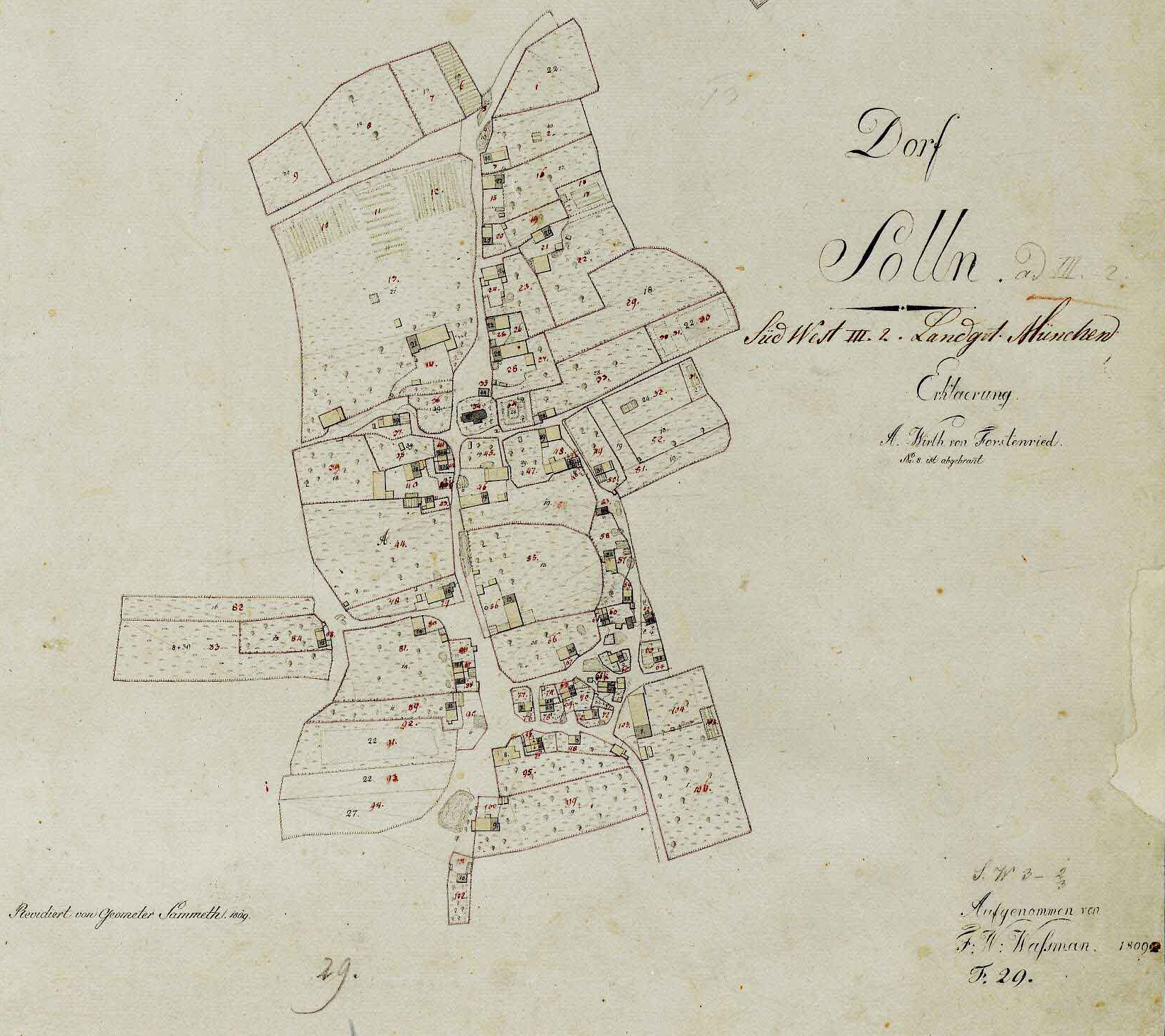
Historische Karte von Solln, 1809

Auf dem Gebiet des heutigen Solln wurde in der frühen Bronzezeit im 17. oder 16. Jahrhundert v. Chr. eine Gruppe von Gräbern angelegt, von denen 1972 das einer Frau und im folgenden Jahr das eines Mannes gefunden wurden. Die Leichname wurden in Hockstellung beigesetzt; die Frau war mit bronzenen Schmuckstücken, einer Nadel und zwei Armreifen als Grabbeigaben geschmückt. Noch frühere Funde liegen nur aus dem Umfeld von Solln vor, so zwei Steinbeile aus der Jungsteinzeit am anderen Isarufer und ein Grabfeld aus der Glockenbecherzeit in Sendling.
Aus der Hallstattzeit um 750 bis 500 v. Chr. ist in Solln ein Grabhügel erhalten. Er liegt auf einem Privatgrundstück östlich der Bahnlinie zwischen Bahnhof Solln und der Beuerberger Straße. Drei unmittelbar benachbarte Hügel wurden eingeebnet. Die Latène-, Römer- und Bajuwarenzeit sind in Solln nicht nachweisbar. Aus dem 8. Jahrhundert wird Graf Warin indirekt mit Solln in Verbindung gebracht, weil durch seine Vermählung in die Familie des Bayerischen Herzogs Odilo eine Mitgift an ihn gefallen sein wird und sich so eine von mehreren Erklärungen für den Namen des Warnbergs herleitet.
Solln wurde erstmals 1005 in einer Urkunde des Klosters Benediktbeuern unter dem Namen Solon erwähnt, was Suhle bedeutet und wohl auf Wasserlachen in der Umgebung hindeutet, in denen sich Wildschweine suhlten.

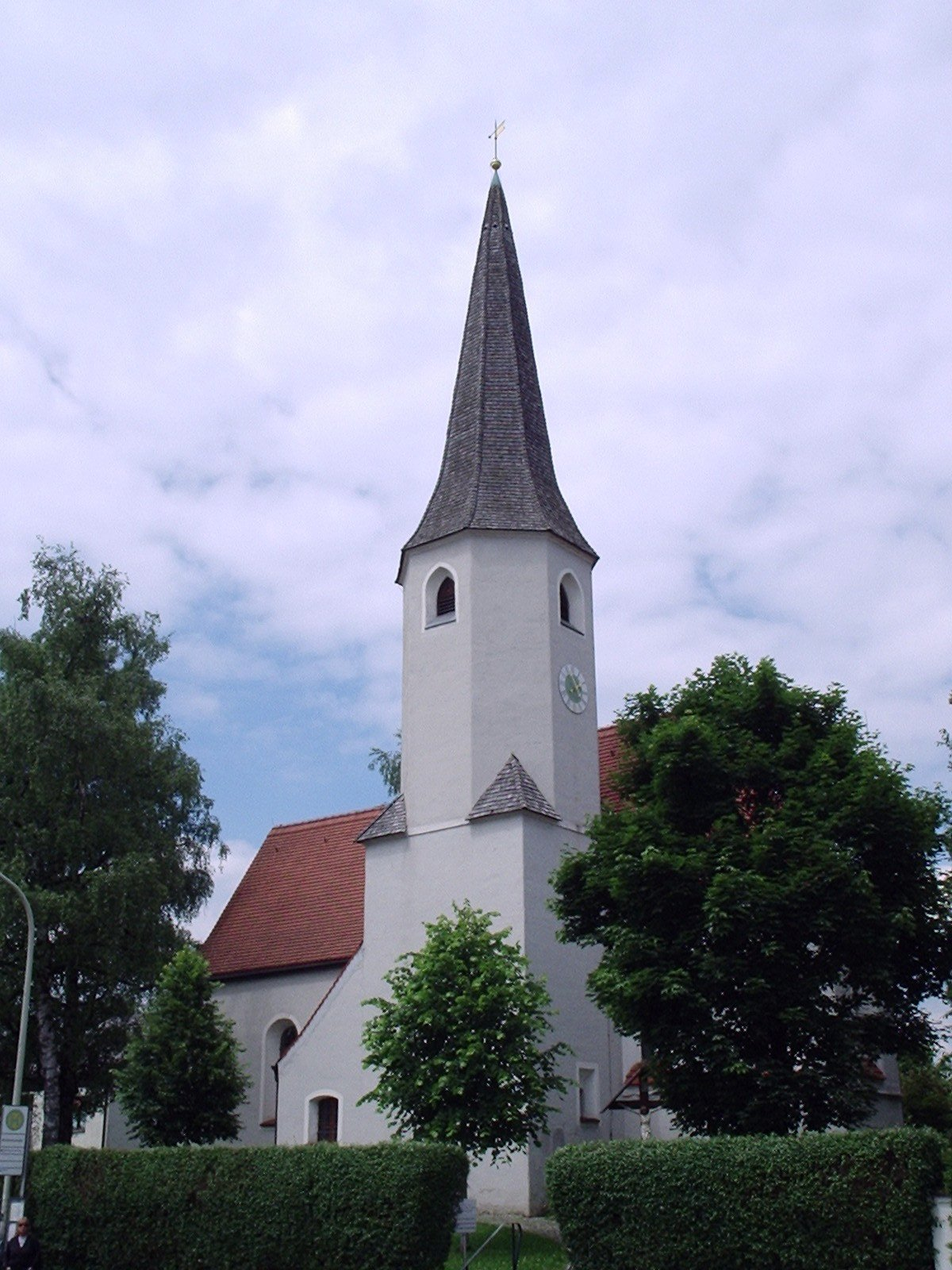
Alte Sollner Kirche

Im Dreißigjährigen Krieg wurde Solln 1632 nach dem Einmarsch Gustav Adolphs in München von den schwedischen Truppen verwüstet. Die Kirche blieb verschont, da sie von den Soldaten als Pferdestall benutzt wurde. Bei der Sendlinger Mordweihnacht 1705 machten die Aufständischen in Solln halt und dort erreichte sie die Nachricht, dass ihr Vorhaben verraten worden war. 1715 legte der bayerische Kurfürst Max Emanuel den großflächigen Hirschjagdpark an, zu dem auch ein westlicher Teil Sollns gehörte und der bis 1745 bestand. 1818 wurde im Zuge des Zweiten Gemeindeedikts aus dem Dorf Solln und der Einöde Warnberg die Gemeinde Solln gegründet.
Bis zum letzten Viertel des 19. Jahrhunderts nahm die Bevölkerung nur langsam zu. Seit 1691 gab es in Solln eine private Landschule, die bis 1835 durchgehend betrieben wurde. Seit 1802/3 bestand Schulpflicht. Wo die Schule vor 1802 stattfand, ist unbekannt, ab dem Datum wurde der Tanzsaal des Wirtshauses Schützenlust an der heutigen Herterichstr. genutzt. 1835 wurde die Sollner Schule geschlossen, die Gründe sind unbekannt. Die Kinder mussten zunächst in die seit 1686 bestehende Thalkirchner Schule laufen, was einen Schulweg von annähernd zwei Stunden pro Richtung bedeutete. Seit 1839 konnten die Sollner Kinder ins etwas näher gelegene Fürstenried zur Schule gehen. Eigener Unterricht in einer erstmals öffentlichen Schule unter Verantwortung der Gemeindeverwaltung begann wieder 1871 in einem ehemaligen Bauernhof an der heutigen Herterichstr., bis 1872 im Kleinbauernhaus an der Kurzbauerstraße 17 eine Schule eingerichtet wurde.
Mit dem Bau der Isartalbahn 1890 begann der Aufschwung, weil sie einen Haltepunkt Prinz-Ludwigshöhe hatte, wodurch neben dem Isartal auch das Dorf Solln zu einem beliebten Ausflugsziel der städtischen Bevölkerung wurde. 1896 kam mit der Haltestelle Solln an der heutigen Bahnstrecke München–Lenggries ein zweiter Haltepunkt hinzu. Nachdem bereits zuvor am zu Thalkirchen gehörenden Isarhochufer die Villenkolonie Prinz-Ludwigs-Höhe entstanden war, entstand nun westlich der Bahnstrecke die Villenkolonie Solln (ursprünglich Wilhelmshöhe genannt). Sie war anfangs noch durch Äcker vom Dorf getrennt, wuchs dann aber nach Südwesten Richtung Dorfkern. Die Lebensweise der städtisch geprägten Bewohner der Villenkolonie unterschied sich aber deutlich vom immer noch dörflich geprägten Dorfkern. Insbesondere wohnten Anfang des 20. Jahrhunderts zahlreiche bekannte Künstler in der „Künstlerkolonie“. Mit der Herterichschule von 1911 bekam die Gemeinde erstmals ein speziell für diesen Zweck errichtetes Schulhaus. Das Feuerwehrhaus hinter der Schule stammt von 1921, die Freiwillige Feuerwehr gibt es aber bereits seit 1873, ihr erstes kleines Feuerwehrhaus stand an der Ecke Kurzbauer-/Bertelestraße.
Am 1. Dezember 1938 wurde Solln zusammen mit Allach, Ludwigsfeld, Ober- und Untermenzing nach München eingemeindet. Während des Dritten Reichs wohnten in Solln sowohl bekannte überzeugte Anhänger als auch Gegner des Nationalsozialismus. Adolf Hitler war hier regelmäßig zu Geburtstagsbesuch bei Hermine Hoffmann, einer älteren Frau, zu der er seit dem Ersten Weltkrieg eine freundschaftliche Verbindung pflegte, und die im Volk deswegen auch „Hitlermutter“ genannt wurde. Der Schriftsteller Werner Bergengruen, ein Vertreter der inneren Emigration, wohnte zu dieser Zeit in Solln, aber auch der Schriftsteller Erwin Guido Kolbenheyer und der Bildhauer Karl Lösche, die den Nationalsozialismus aktiv unterstützten. Der damalige Stadtpfarrer Josef Hahner war ein Gegner der Nationalsozialisten und versteckte 1945 mehrere Monate im Pfarrhaus eine Einwohnerin Sollns jüdischer Herkunft. Während des Zweiten Weltkriegs wurden Teile Sollns schwer beschädigt.

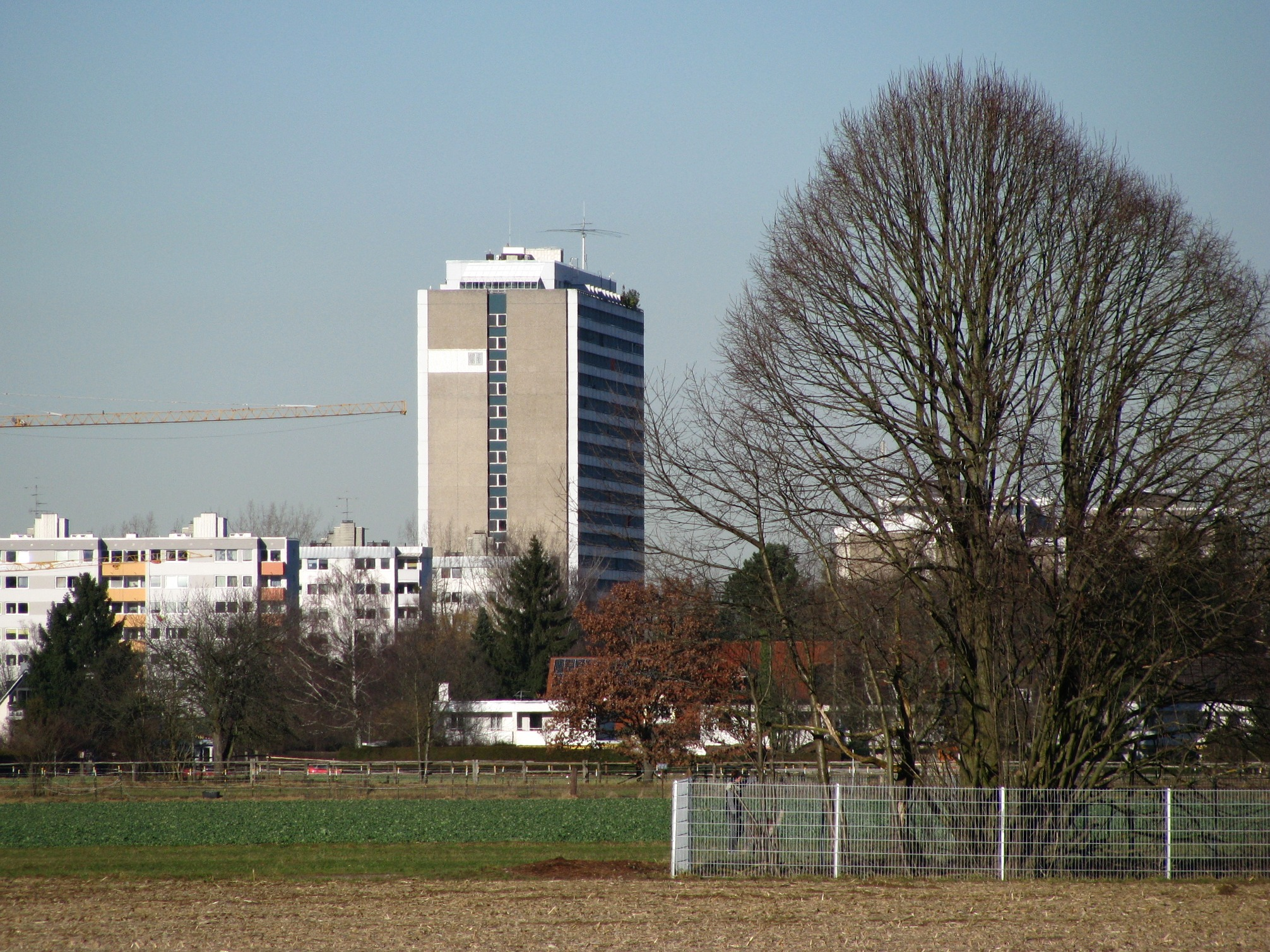
Parkstadt Solln

Nach dem Zweiten Weltkrieg wurden Lücken in der Villenkolonie mit modernen Mehrfamilienhäusern geschlossen, wobei der Charakter einer Gartenstadt aber weitgehend erhalten blieb. Aufgrund der Wohnungsnot in den 1960er Jahren entstand dann ab 1965 auf ehemaligen landwirtschaftlichen Flächen zwischen Solln und Forstenried die Parkstadt Solln, eine dem damaligen Zeitgeist entsprechende Trabantensiedlung mit vielstöckigen Wohnblöcken und Hochhäusern. Sie wird von der breiten, autogerechten Drygalski-Allee durchzogen, die ursprünglich in einem Bogen nach Warnberg fortgeführt und an die Bundesstraße nach Wolfratshausen angeschlossen werden sollte, was aber nie verwirklicht wurde.
1992 wurde Solln, das bis dahin ein eigener Stadtbezirk mit der Nr. 36 war, zu einem Teil des neu gebildeten Stadtbezirks 19 Thalkirchen-Obersendling-Forstenried-Fürstenried-Solln. Wie bereits bei der Eingemeindung nach München 1938 gab es auch gegen die Zusammenlegung zum neuen Stadtbezirk Widerstand. Von der Aktion Solln soll Solln bleiben wurden mehrere tausend Unterschriften gesammelt und danach sogar die Ausgemeindung angestrebt.

### Einwohnerentwicklung
1808 hatte Solln 237 Einwohner und 43 Häuser. 1875 gab es 468 Einwohner. Durch den Bau der Villenkolonie stieg die Bevölkerung bis 1919 auf das fast Fünffache (2177 Einwohner). Im Jahr der Eingemeindung nach München 1938 hatte Solln gut 4600 Einwohner. Durch den Bau der Parkstadt Solln stieg die Bevölkerung zwischen 1963 und 1968 von circa 10.000 auf knapp 17.000. Von 1970 bis in die späten 1990er Jahre blieb die Bevölkerung stabil bei circa 20.000 Einwohnern.

## Religion

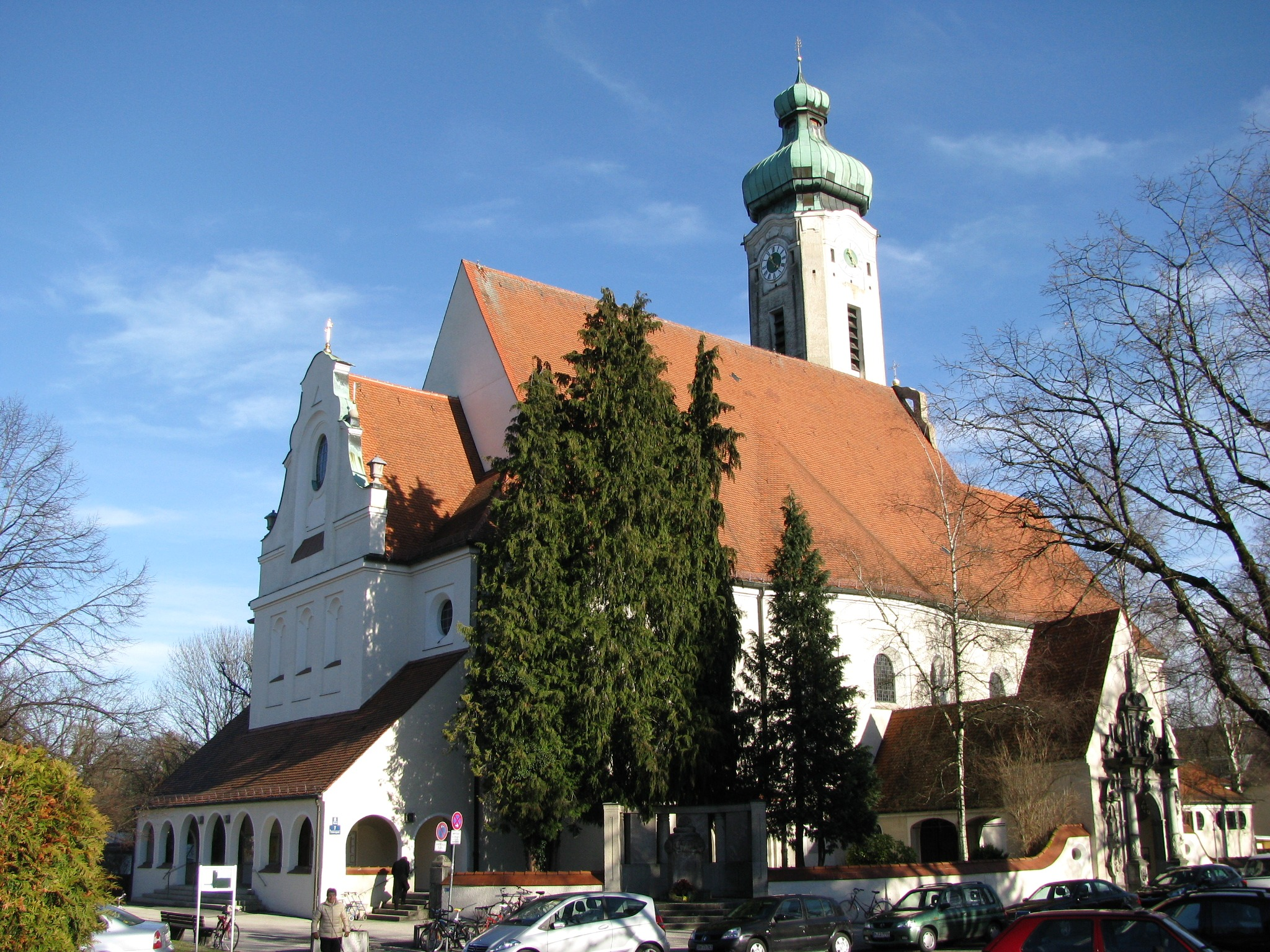
Katholische Pfarrkirche St. Johann Baptist

Wie in vielen bayerischen Gemeinden war die Religionszugehörigkeit der Sollner Bevölkerung bis Ende des 19. Jahrhunderts fast ausschließlich katholisch (1875: 95,3 %). Durch den Zuzug wuchs der Anteil der evangelischen Bevölkerung bis 1925 auf 28,7 %.

### Römisch-katholisch
Vermutlich schon seit den Anfängen des Dorfes Solln steht die Kirche im Dorfkern. Der heutige Bau der alten Kirche St. Johann Baptist (Herterich-/Bleibtreustraße) stammt zum Teil noch aus dem 15. Jahrhundert. Durch die Entstehung der Villenkolonie um 1900 wurde die alte Kirche zu klein. 1905 wurde die neue Pfarrkirche St. Johann Baptist am Fellererplatz ihrer Bestimmung übergeben. Erst 1920 wurde Solln zur eigenständigen Pfarrei erhoben, nachdem es viele Jahrhunderte von der Urpfarrei Sendling und seit 1875 von Pullach aus seelsorglich betreut worden war. Als erster Pfarrer wirkte 10 Jahre bis zu seinem Tod 1930 Peter Fellerer, nach dem der Platz vor der Kirche benannt ist. Der Bau eines Jugendheims 1954, des Kindergartens 1957 und des Pfarrheims 1975 verstärkten das Gemeindeleben. Die Erweiterung des Pfarrheims mit eigenem Jugendbereich statt des alten Jugendheims wurde 2015 fertiggestellt.
Die Entstehung der Parkstadt Solln machte 1965 die Errichtung einer neuen Seelsorgestelle nötig, die nach dem heiligen Ansgar benannt wurde. Das Gemeindeleben entwickelte sich zunächst in einer Baracke, dann in einem ersten Gebäudeteil mit Kindergarten und Pfarrsaal. 1975 wurde das neue Kirchenzentrum zusammen mit der evangelischen Parkstadtgemeinde bezogen. Die Kirche mit ihrer offenen Dachkonstruktion befindet sich im Obergeschoss.
Die Pfarrei St. Ansgar mit circa 2.300 Katholiken und die Pfarrei St. Johann Baptist mit circa 5.800 Katholiken bilden seit Mai 2005 den katholischen Pfarrverband Solln.

### Evangelisch-lutherisch

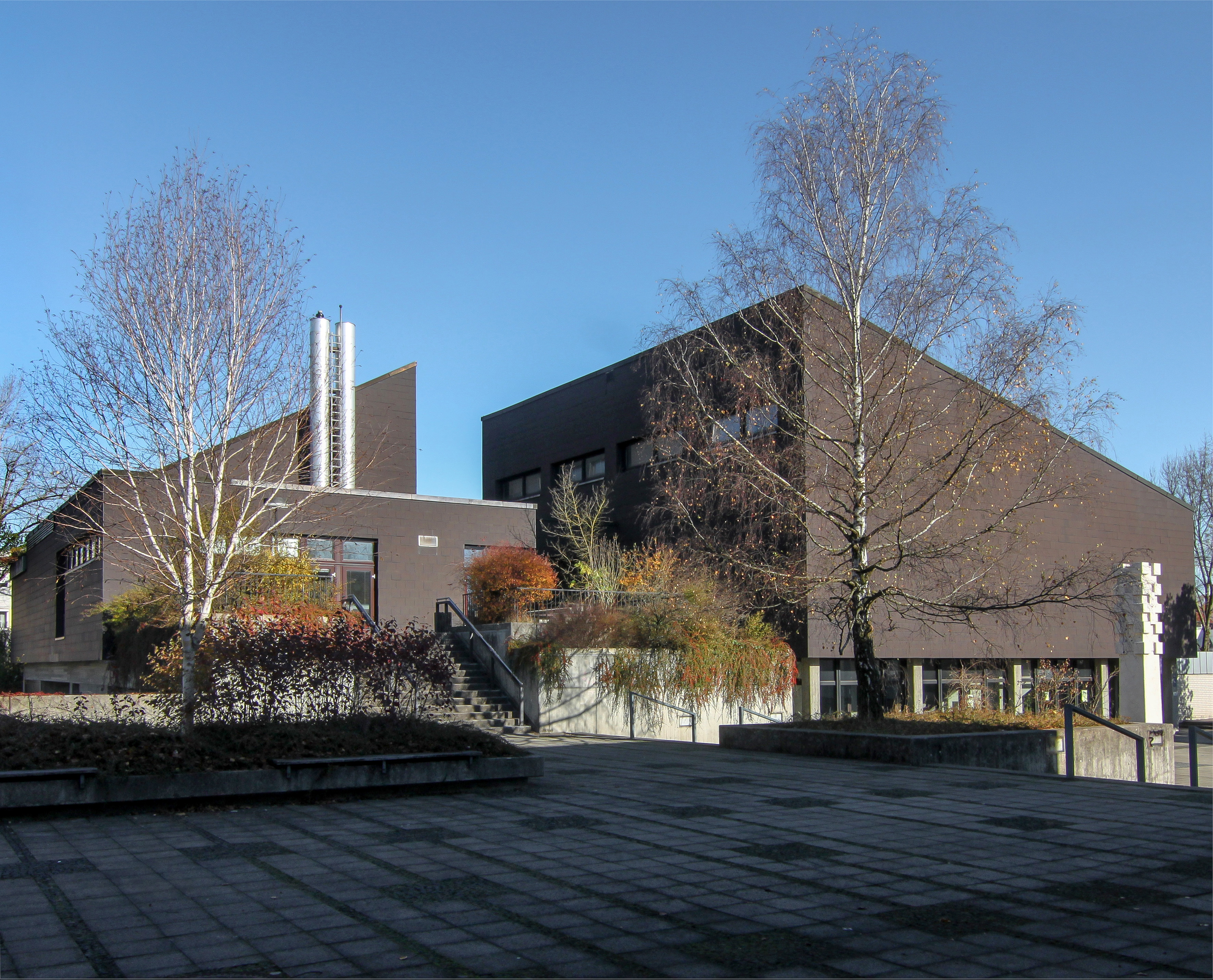
Ökumenisches Kirchenzentrum Parkstadt Solln

Die evangelisch-lutherischen Christen Sollns gehörten ursprünglich zur Gemeinde Himmelfahrtskirche Sendling. Auf Betreiben des 1914 gegründeten Evangelischen Vereins Solln wurde 1919 eine eigenständige Gemeinde eingerichtet und 1922 die Apostelkirche erbaut, zunächst als Holzbau. 1961 wurde die jetzige Kirche errichtet, 1986 die Gemeinderäume durch einen Anbau erweitert. Die in den 1960er Jahren gegründete Sollner Kantorei ist überregional bekannt und tritt in großen Konzertsälen auch des Auslands auf.
Die Zuzüge in die neue Parkstadt Solln verdoppelten die Gemeinde fast, weshalb sie 1967 in zwei Pfarrsprengel aufgeteilt und im Ladenzentrum der Parkstadt ein Gemeindesaal angemietet wurde. 1975 wurde das ökumenische Gemeindezentrum der Parkstadt eröffnet, der evangelische Teil – erst 1984 Petruskirche benannt – Wand an Wand mit der katholischen Kirche St. Ansgar.
Der Gemeinde Apostelkirche gehören rund 5.300 Gemeindeglieder an, davon etwa 2.000 im Petrussprengel.
Seit April 2014 befindet sich der Sitz des Prodekanats München-Süd in der Gemeinde.

## Kultur und Sehenswürdigkeiten

### Theater und Museen
In der Gaststätte Iberl wurde 1966 die Iberl-Bühne gegründet, ein Volkstheater. Das Theater hatte fast 50 Jahre seine Spielstätte in Solln, bis zum Wegzug des Ensembles. Im Jahr 2014 wurde in der Gaststätte Iberl die Sollner Kultbühne als Stadtteiltheater mit Musik-, Kabarett- und Theaterprogramm von der Pächterin Sibylla Abenteuer gegründet. Im Sommer 2019 wurden Gaststätte und Bühne erneut geschlossen.
Im ehemaligen Atelier des Malers und Bildhauers Rupprecht Geiger befindet sich heute das Archiv Geiger, das seinen künstlerischen Nachlass verwaltet und mehrmals im Jahr öffentliche Führungen durch die Archivräume anbietet.

### Bauwerke
Der alte Dorfkern steht als Ensemble unter Denkmalschutz. Dort befindet sich die aus dem 15./17. Jahrhundert stammende alte Sollner Kirche, der 1892 erbaute Gasthof Sollner Hof und weitere denkmalgeschützte Bauern- und Wohnhäuser.

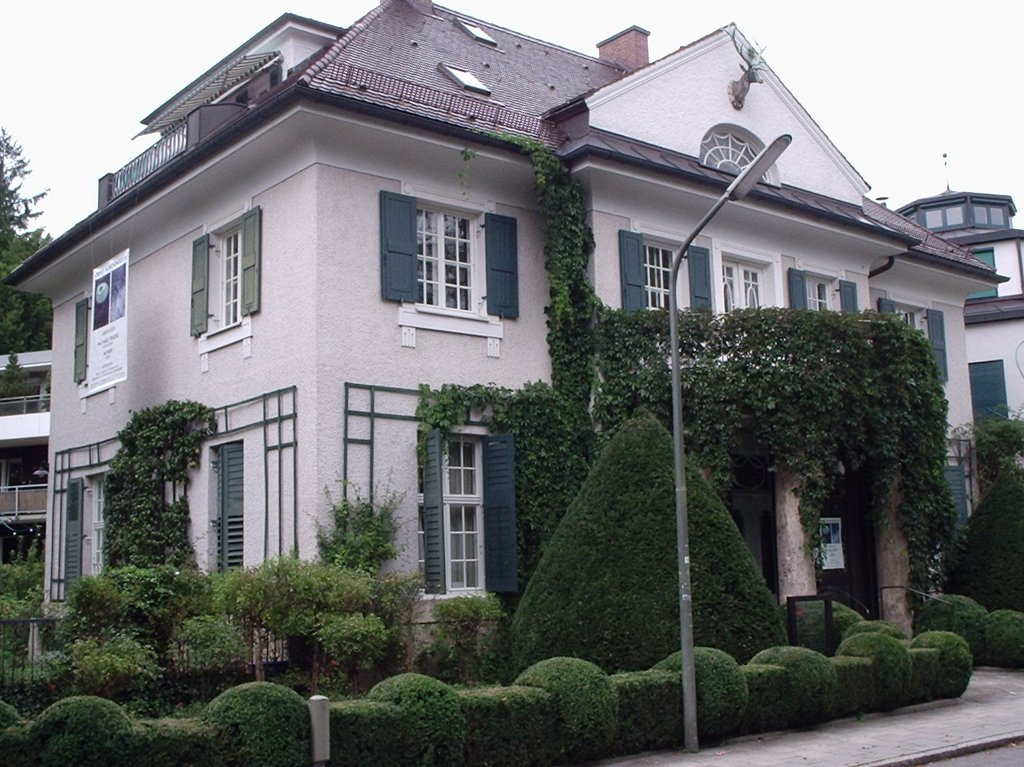
Ehemalige Hubertusapotheke

Das Gutshaus des Guts Warnberg stammt im Kern von 1667. Auf dem Gut befindet sich heute eine private Realschule. Der Waldfriedhof Solln hat ein 1936 von Bruno Biehler gebautes denkmalgeschütztes Friedhofsgebäude und ist Grabstätte vieler bekannter Persönlichkeiten.
Die Villenkolonie Solln ist geprägt durch zahlreiche denkmalgeschützte Villen aus dem Ende des 19. und Anfang des 20. Jahrhunderts. Zu den frühen Bauten im Zentrum der Villenkolonie gehören das repräsentative Gasthaus zum Hirschen und die neoklassizistische ehemalige Hubertusapotheke. Nördlich davon steht an der Sollner Straße die Sollner Säule, ein 1911 von Balthasar Schmitt geschaffener Bildstock.
Im Subzentrum zwischen dem alten Dorfkern und der Villenkolonie steht die 1905 von Franz Rank erbaute neobarocke katholische Pfarrkirche St. Johann Baptist, daneben das Pfarrhaus und südlich die Volksschule. Kirche, Pfarrhaus und Schule stammen vom selben Architekten und bilden ein stilistisches Ensemble. Unweit der Pfarrkirche ist der Friedhof Solln mit einem neuromanischen Friedhofsgebäude von 1880. Südöstlich des Subzentrums befindet sich in der Konrad-Witz-Straße die 1961 von Gustav Gsaenger erbaute evangelische Apostelkirche.
Das mit Abstand größte und höchste Gebäude der Parkstadt Solln ist das 20-stöckige DEBA-Hochhaus an der Drygalski-Allee. Es wurde 1971 gebaut, eigentlich für die Olympischen Sommerspiele 1972 als Hotel geplant, und wird als Apartmenthaus mit einer Ladenzeile im Erdgeschoss genutzt. Ebenfalls in der Parkstadt befindet sich das 1975 von Ernst Maria Lang erbaute ökumenische Kirchenzentrum Parkstadt Solln, das die katholische Kirche St. Ansgar und die evangelische Petruskirche beherbergt.
Siehe auch: Liste der Baudenkmäler in Solln

### Grünflächen und Naherholung

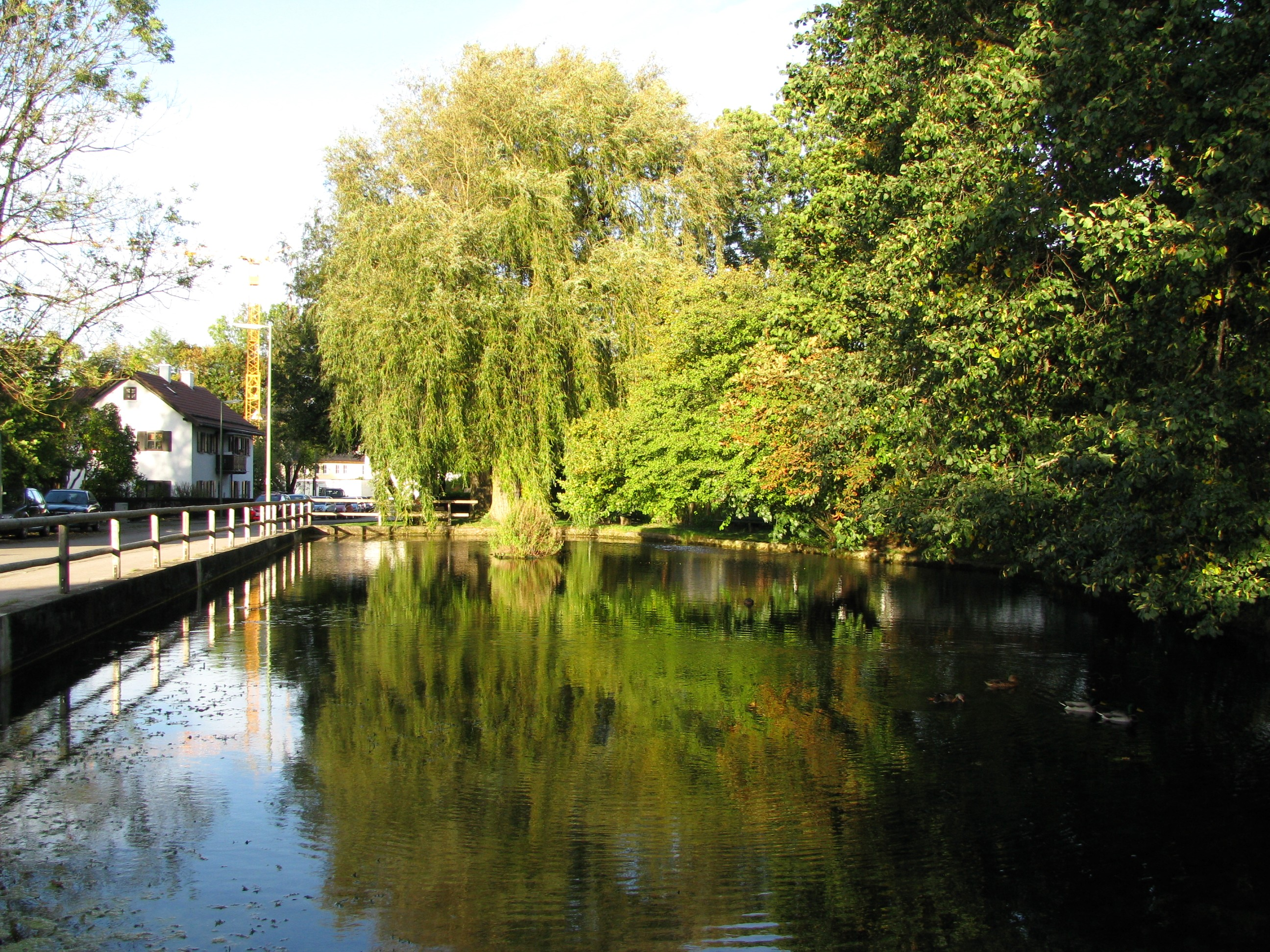
Sollner Weiher im alten Dorfkern

Im Süden bietet die große Waldfläche des Forstenrieder Parks Möglichkeiten zur Naherholung. Im Osten ist die renaturierte Flusslandschaft der Isar bei Thalkirchen, Großhesselohe und Pullach nicht weit.

### Sport
Mit dem TSV Solln (gegründet 1931) besitzt Solln einen Sportverein mit elf verschiedenen Abteilungen. Die Vereinsfarben sind Schwarz-Weiß. Der TSV übernahm am 1. Juli 2012 die bisherige Bezirkssportanlage an der Herterichstraße am Westende Sollns.
Der Reitverein Corona in der Muttenthalerstraße 31 ist der zweitgrößte Reitverein Münchens. Er wurde 1970 auf dem Gelände des ehemaligen Trabergestüts Jauß gegründet.

### Vereine
Evangelischer Verein München-Solln
Der Evangelische Verein Solln (später München-Solln) wurde am 13. Juli 1914 im Gasthaus zum Hirschen gegründet. Die Einführung von Religionsunterricht (realisiert 1915), einer eigenständigen Gemeinde (1919) und einer eigenen Kirche (1922) für Solln waren die ersten Vereinsziele. Danach übernahm der Verein diakonische Aufgaben mit dem Schwerpunkt Kranken- und Altenpflege. 1942 wurde der Verein der Inneren Mission München unterstellt. Der Verein beschäftigte bis zu circa 20 haupt- und ehrenamtliche Mitarbeiter. 1997 erreichte die Mitgliederzahl das bisherige Maximum von 555. 2011 fusionierte seine Diakoniestation mit der Diakoniestation Martha Maria Pullach/Solln. Der Evangelische Verein ist nicht mehr Träger, unterstützt sie aber weiterhin, außerdem die Kinder- und Familienarbeit der evangelischen Kirchengemeinde Sollns, mit der er traditionell eng kooperiert.
Pfadfinder
Solln besitzt zwei der größten Münchner Pfadfindergruppen, den BdP-Stamm Albatros e. V.  im Bund der Pfadfinderinnen und Pfadfinder e. V. (BdP) in Alt-Solln (Wolfratshauser Straße 151 / gegründet 1965) und den DPSG-Stamm Sankt Ansgar der Deutschen Pfadfinderschaft Sankt Georg (DPSG) in der Parkstadt Solln (kath. Pfarrei Sankt Ansgar / gegründet 1982), mit jeweils über 120 Mitgliedern.

## Wirtschaft und Infrastruktur

### Unternehmen
Im Süden von Solln wurden 1935 die Alkor-Werke gegründet, die Kunststoffprodukte produzieren. Das Unternehmen hatte Ende der 1990er Jahre circa 800 Mitarbeiter und einen Umsatz von über 350 Millionen D-Mark. 1997 wurde das Unternehmen vom belgischen Konzern Solvay übernommen. Später wurde es an den Konzern Renolit weiterverkauft und 2012 ganz darin eingegliedert. 2012 waren am Standort Solln noch 365 Mitarbeiter beschäftigt.
In der Herterichstraße befindet sich seit 1962 das Unternehmen bene-Arzneimittel, das dort Arzneimittel für das In- und Ausland produziert. Das 1917 von Wilhelm Benend gegründete Unternehmen ist unter anderem bekannt durch die deutsche Markteinführung von Paracetamol (unter dem Namen ben-u-ron) im Jahr 1959. 2012 hatte es mehr als 100 Mitarbeiter.

### Verkehr
An der Bahnstrecke München–Lenggries liegt der Haltepunkt Solln, an dem die Linien S7 und S20 der Münchner S-Bahn und einige Regionalzüge halten. Durch Solln führt die Bundesstraße 11 (Wolfratshauser Straße).

## Persönlichkeiten
Bekannte in Solln geborene Personen sind der Schauspieler Curd Jürgens und der Chemie-Nobelpreisträger Ernst Otto Fischer.
Mit Solln verbunden sind auch viele bekannte Personen, die zwar nicht dort geboren wurden, aber längere Zeit in Solln lebten oder sich dort wiederholt aufhielten, darunter viele Künstler und Wissenschaftler.
Eine bekannte Persönlichkeit aus der früheren Geschichte ist der Jesuit und Dichter Jacob Balde, der sich im 17. Jahrhundert wiederholt auf dem Schlossgut Warnberg aufhielt. Die Baldehöhe erinnert daran, dass der Dichter dort im Buchenwald seine Ode auf Kurfürst Maximilian I. abgefasst haben soll und dass er seinen Spaziergang auf dem linken Isarufer aus der Stadt dorthin in seinen Silvae lyricae beschrieb.
Zu den bekanntesten zugezogenen Künstlern aus der Anfangszeit der „Künstlerkolonie Solln“ gehören Albert Welti und Carl von Marr. Von Gebhard Fugel, Balthasar Schmitt, Carl Johann Becker-Gundahl und Karl Lösche zeugen noch heute Skulpturen und andere Kunstwerke in Solln und in Sollner Kirchen.
Der Volkssänger Weiß Ferdl war ein bayerisches Original. Er wohnte in Solln und ließ sich für seine Stücke oft von Solln anregen, das er als „ein einziges Bauerntheater“ bezeichnete.
Zu bekannten Sollnern gehörte Georg Maier (1941–2021), Autor, Regisseur, Schauspieler und Gastwirt. Er pachtete 1966 die Gaststätte Iberl und gründete dort das Volkstheater Iberl-Bühne, das fast 50 Jahre dort spielte.
Siehe auch: Liste Sollner Persönlichkeiten